# Hope (Stefan-dal)
A Hope (magyarul: Remény) Stefan észt énekes dala, mellyel Észtországot képviselte a 2022-es Eurovíziós Dalfesztiválon Torinóban. A dal 2022. február 12-én, az észt nemzeti döntőben, az Eesti Laulban megszerzett győzelemmel érdemelte ki a dalversenyen való indulás jogát.

## Eurovíziós Dalfesztivál
2021. november 29-én az Eesti Rahvusringhääling bejelentette, hogy az énekes résztvevője a 2022-es Eesti Laul nemzeti válogatónak a Hope című dalával. A dal a december 4-i harmadik előválogató műsorban mutatták be először, ahonnan a nézők továbbjuttatták. A február 5-én rendezett elődöntőben az első négy helyezett között jutott tovább a február 12-i döntőbe, ahol az énekes dalát választották ki, amellyel képviseli Észtországot az Eurovíziós Dalfesztiválon.
A dalfesztivál előtt Londonban, Tel-Avivban Amszterdamban és Madridban, eurovíziós rendezvényeken népszerűsítette versenydalát.
Az Eurovíziós Dalfesztiválon a dalt először a május 12-én rendezett második elődöntően adta elő fellépési sorrend szerint tizenkettedikként az Észak-Macedóniát képviselő Andrea Circles című dala után és az Romániát képviselő WRS Llámame című dala előtt. Az elődöntőből ötödik helyezettként sikeresen továbbjutott a május 14-i döntőbe, ahol fellépési sorrendben utolsóként lépett fel, a Szerbiát képviselő Konstrakta In corpore sano című dala után. A szavazás során a zsűri szavazáson összesítésben tizenötödik helyen végzett 43 ponttal, míg a nézői szavazáson tizedik helyen végezett 98 ponttal (Örményországtól maximális pontot kapott), így összesítésben 141 ponttal a verseny tizenharmadik helyezettje lett.
A következő észt induló Alika Bridges című dala volt a 2023-as Eurovíziós Dalfesztiválon.